# 秃花帖木儿
秃花帖木儿（Tūqā Tīmūr/Tūqāy-Tīmūr/Tūqāy Tīmūr，?—?），又作脱哈帖木儿、托克帖木儿，是成吉思汗的孫子、拔都的兄弟、朮赤第十三個兒子(母親卡格裡·哈敦是蔑兒乞人)。

## 生平
1227年，成吉思汗崩，拔都与兄斡兒答，弟别儿哥、秃花帖木儿、昔班、唐古忒、伯克迭儿来会葬，奉三叔窝阔台即位。1251年，拔都派别儿哥、秃花帖木儿率兵保护蒙哥东归，在斡难河、克鲁伦河之间大会诸王，奉蒙哥即位。秃花帖木儿的分地在伏尔加河上，后忙哥帖木儿赐给他克里米亚、基辅两地。他的后人在喀山、卡西姆、克里米亚三地立国称汗。他的分地南北都近靠金帳汗國，所以拔都后王嗣位之际，秃花帖木儿后王常常起兵相争。阿齐兹汗、哈桑·汗、兀鲁斯、帖木兒·滅里、脱脱迷失都是秃花帖木儿的后裔。

## 家庭
- 秃花帖木儿生有4子

1. 巴依帖木儿
2. 伯颜
3. 乌龙帖木儿
4. 辛帖木儿

- 后代建立政权
  - 喀山汗国
  - 卡西姆汗国
  - 克里米亚汗国（格來王朝）
  - 哈萨克汗国
  - 阿斯特拉罕汗国
  - 布哈拉汗国（阿斯特拉罕王朝）

## 資料來源
- 《新元史》
- 《金帳汗國兴衰史》